# Rue Léopold-Rechossière
La rue Léopold-Rechossière à Aubervilliers, est une ancienne rue de la ville.

## Situation et accès

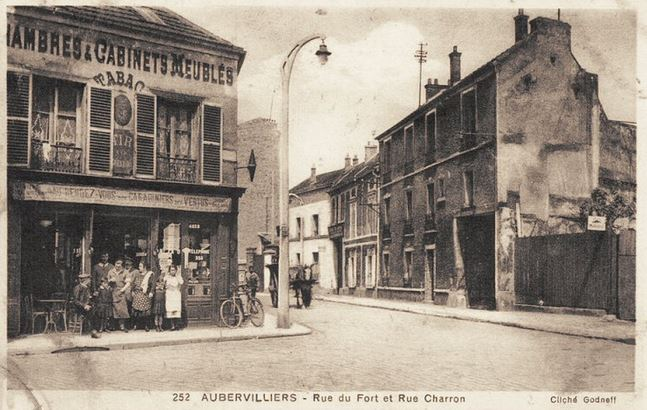
Rue du Fort et rue Charron.

Cette rue commence à l'ouest, dans le centre historique, au carrefour de la rue André-Karman et de la rue du Commandant-L'Herminier.
Elle croise la rue des Cités et la rue Hémet, puis passe par la place Constantin-Cottin, rencontrant la rue Henri-Barbusse et la rue Charles-Tillon, qui mène au cimetière communal d'Aubervilliers, dit cimetière du Pont-Blanc.
Elle se termine avenue Jean-Jaurès.

## Origine du nom

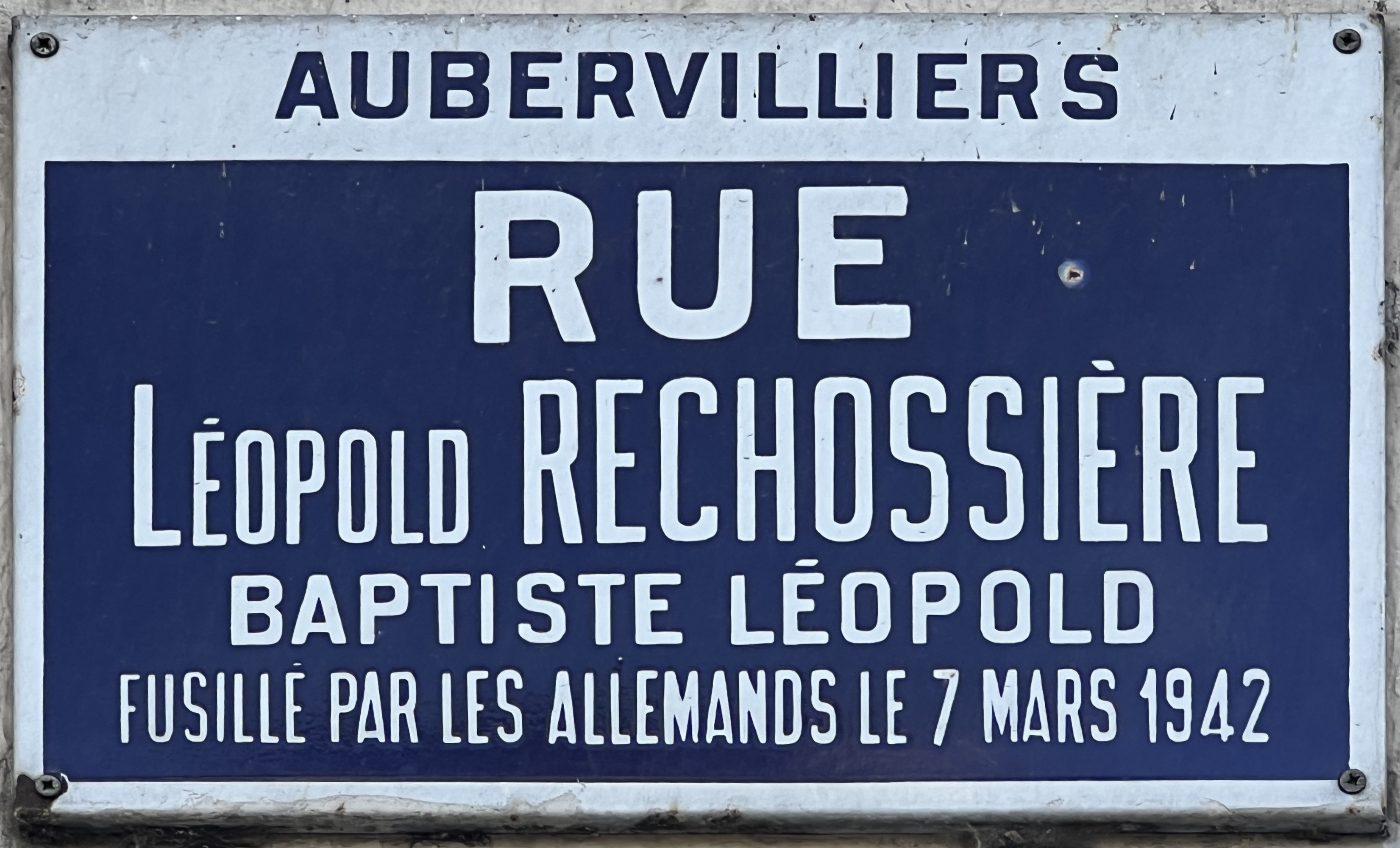
Plaque de la rue.

Après-guerre, cette rue est renommée en hommage à Baptiste Léopold Rechossière, né le 24 octobre 1900 à Gros-Chastang dans la Corrèze, fusillé comme otage le 7 mars 1942 à Carlepont dans l'Oise.

## Historique
L'ancien nom de cette rue, rue du Fort, provient de sa proximité avec le Fort d'Aubervilliers, auquel elle mène

## Bâtiments remarquables et lieux de mémoire
- Square Lucien-Brun.
- Lycée Le Corbusier, créé par l'architecte Pierre Riboulet[6],[7].
- Square de la Maladrerie[8], du nom d'une léproserie attestée en 1206 au bord de la route de Senlis, au lieu-dit « Champ-Pourri », en ruine en 1351[9].
- Le Fort d'Aubervilliers.